# Poecilia vandepolli
Poecilia vandepolli is een  straalvinnige vissensoort uit de familie van levendbarende tandkarpers (Poeciliidae). De wetenschappelijke naam van de soort is voor het eerst geldig gepubliceerd in 1887 door Van Lidth de Jeude.